# 미즈노 노부모토
미즈노 노부모토(일본어: 水野 信元, 생년 미상 ~ 1576년 1월 27일)는 센고쿠 시대의 다이묘이다. 미즈노 다다마사의 장남으로, 어머니는 마쓰다이라 마사야스의 딸이다.
또한 도쿠가와 이에야스를 낳은 오다이노 가타의 배다른 오빠이기도 하다. 미즈노 다다마사의 뒤를 이어 시모쓰케국의 고쿠시 "시모쓰케노카미"의 이름을 썼다.

## 생애
1543년, 아버지 다다마사의 뒤를 이어 미즈노 종가의 당주가 되어, 오와리국 지타군 동부와 미카와국 헤키카이 군 서부를 지배했다. 아버지 다다마사는 마쓰다이라씨와 함께 이마가와 씨에게 의존하고 있었으나, 노부모토는 미카와국의 오다 노부히데·노부나가 부자와 우호 관계를 쌓았으며, 오다 씨와 함께 마쓰다이라 씨와 이마가와 씨의 영지를 자주 공격했다. 그러나 1560년에 벌어진 오케하자마 전투에는 참전하지 않았으며, 전투에서 동생 노부치카를 잃었다. 그리고 1562년, 이마가와 요시모토가 오케하자마 전투에서 죽은 이후, 노부나가와 이에야스가 기요스 동맹을 체결할 무렵 중재를 맡았다.
1568년 노부나가가 교토 공격을 위해 떠난 사이, 노부나가와는 별도로 조정에 2천 필의 비단을 헌상한 일이나, 1570년 아네가와 전투에서 사와야마 성을 공격해 함락시킨 일, 1572년 미카타가하라 전투에 참전한 일 등만이 기록되어 있으며, 젊은 나이에 죽었기 때문에 많은 행적을 남기지는 않았다. 1576년 사쿠마 노부시게의 모함으로 다케다 가쓰요리와 한패로 몰려, 미카와 국 다이주 사 (지금의 오카자키시에 있었음)에서 노부나가에게 죽음을 당했다.
묘소는 아이치현 가리야시에 있다.